# Bittium munitum
Bittium munitum är en snäckart som först beskrevs av Carpenter 1864.  Bittium munitum ingår i släktet Bittium och familjen Cerithiidae. Inga underarter finns listade i Catalogue of Life.